# Psychomyiellodes ulmeri
Psychomyiellodes ulmeri är en nattsländeart som beskrevs av Jacquemart 1961. Psychomyiellodes ulmeri ingår i släktet Psychomyiellodes och familjen trattnattsländor. Inga underarter finns listade i Catalogue of Life.